# NIO ET7
La NIO ET7 è un'autovettura elettrica prodotta dalla casa automobilistica cinese NIO a partire dal 2021. La commercializzazione in Cina è iniziata nel 2022, ed è stato annunciato l'arrivo in Europa per la fine dello stesso anno. 
È la prima berlina realizzata dal costruttore orientale nonché la prima vettura elettrica di serie con batterie allo stato solido.

## Origini e contesto

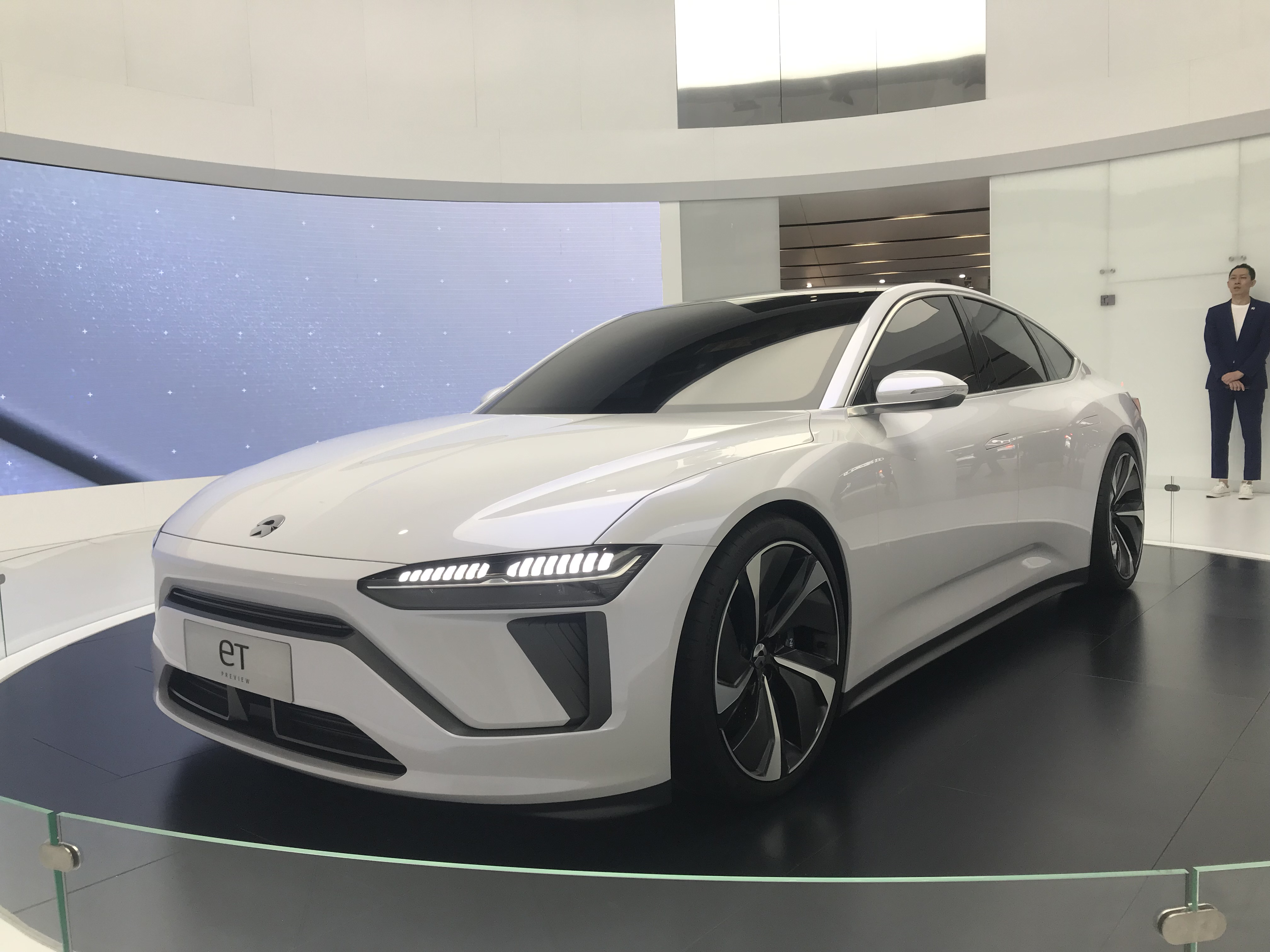
NIO ET Preview Concept

La vettura è stata anticipata dalla concept car NIO ET Preview che è stata presentata all'Auto Shanghai nell'aprile 2019. L'ET7 conserva molti degli elementi di progettazione e la forma generale presenti sulla concept.

## Descrizione
La NIO ET7 è stata presentata in Cina il 9 gennaio 2021 all'evento "NIO Day" a Chengdu, conservando molti dettagli di design della concept car NIO ET Preview del 2019.
All'interno l'ET7 è dotata di un assistente con intelligenza artificiale integrato sul cruscotto, un quadro strumenti digitale, un ampio display touchscreen centrale e un sistema audio a 23 altoparlanti con una potenza di 1000 watt.
Il NIO ET7 è disponibile con tre diversi pacchi batteria: due agli ioni di litio da 70 kWh (autonomia NEDC di 500 km) e da 100 kWh (autonomia NEDC di 700 km) e uno batteria allo stato semi-solido da 150 kWh (autonomia NEDC di 1000 km) che ha una densità energetica di 360 Wh/kg.
L'ET7 è mossa da due motori elettrici, uno posto nella parte anteriore sincrono a magneti permanenti da 180 kW (245 CV) e motore a induzione e uno nella parte posteriore dell'auto massima potenza anteriore da 300 kW (408 CV), che producono complessivamente una potenza combinata di 644 CV e 850 Nm. Il tempo di accelerazione nello 0 a 100 km viene coperto in 3,9 secondi, mentre lo spazio di frenata da 100 a 0 km è di 33,5 m. Il coefficiente di resistenza è di 0,23.
Il sistema di guida autonoma della NIO ET7 si chiama "Aquila" e utilizza 33 sensori, tra cui 11 telecamere ad alta definizione da 8 megapixel e una telecamera ad alta definizione a lunga distanza, un sensore LIDAR ad alta risoluzione con una portata di 500 m, 5 radar a onde millimetriche, 12 radar a ultrasuoni e 2 unità di posizionamento ad alta precisione. Il sistema di guida autonoma Aquila genera 8 gigabyte di dati al secondo che vengono analizzati da un computer di bordo chiamato Adam Super Computer.
Nel 2024 viene proposto un aggiornamento che riguarda principalmente gli interni e un redesign parziale dei fanali posteriori.